# Янишевский, Эраст Петрович
Эраст Петрович Янишевский (1829—1906) — русский педагог-математик, заслуженный профессор Казанского университета; казанский городской голова в 1871—1881 годах. действительный статский советник.

## Биография
Родился 5 (17) марта 1829 года в Москве в семье чиновника, дворянина Киевской губернии Петра Марковича Янишевского. После окончания в 1846 году 2-й казанской гимназии поступил в Казанский университет, где учился у Н. И. Лобачевского. После окончания университета 1850 году со степенью кандидата, подготовил диссертацию «Формулы для повышения дуги под знаком синуса или косинуса» и 3 февраля 1854 года получил степень магистра математических наук и был допущен к чтению лекций в университете: с 20 октября 1855 года был определён исполняющим должность адъюнкта при кафедре чистой математики; 22 мая 1857 года утверждён в должности. С 22 апреля 1860 по 25 февраля 1862 года был исполняющим должность инспектора студентов и, одновременно, 3 июня 1861 года был утверждён экстраординарным профессором, а в 1863 году получил в заведование университетский ботанический сад (сдал его 31 октября 1867 года доценту Н. Ф. Леваковскому).
После защиты диссертации «Теория уравнений с частными производными первого порядка» («Учёные записки Казанского университета». — 1865) 8 октября 1865 года был удостоен степени доктора чистой математики и в том же году стал ординарным профессором Казанского университета.
Был избран 2 декабря 1871 года городским головой Казани, сохранив при этом должность университетского профессора; 14 июля 1873 года произведён в действительные статские советники. При нём в Казани был устроен водопровод, газовое освещение, конно-железная дорога, замощён ряд улиц и площадей.
По выслуге лет, 2 февраля 1881 года был уволен со службы с утверждением в звании заслуженного профессора. В дальнейшем, был управляющим контрольными палатами в Перми и Казани. Был награждён орденами Св. Анны 2-й ст. с императорской короной (1872), Св. Владимира 3-й ст. (1875), Св. Станислава 1-й ст. (1879).
Скончался в 1906 году.

## Семья
Жена — Мария Петровна. Их дети:
- Николай (1863—?)
- Варвара (1864—?)
- Пётр (1867—?)
- Екатерина (1869—?)
- Михаил (1871—1949) — геолог и палеонтолог, доктор геолого-минералогических наук, профессор ЛГУ.
- Алексей (1873—1936) — учёный-невропатолог и психиатр, профессор.
- Дмитрий (1875—1944) — ботаник, хранитель музея при ботаническом кабинете Казанского университета
- Мария (1876—?)
- Нина (1885—?)

## Публикации
Эраст Янишевский — автор ряда учебных пособий по математике. Также он известен как автор путевых заметок, составленных им по результатам путешествий по Волге и мемуаров «Воспоминания старого казанского студента».

### Учебные пособия
- «Алгебраический анализ: Из лекций адъюнкта Е. Янишевского» — Казань: Университетская типография, 1860.
- «Теория численных уравнений» — Казань: Университетская типография, 1860.
- «Сферическая тригонометрия: Из лекций адъюнкта Е. Янишевского» — Казань: Университетская типография, 1859.
- «Историческая записка о жизни и деятельности Н. И. Лобачевского: Речь, произнесенная в торжественном собрании Университета 5 ноября 1868 года Е. Янишевским». — Казань: Университетская типография, 1868.

### Художественная литература
- «Дача на Волге: рассказ из прошлого и настоящего» — Казань: Университетская типография, 1900.
- «Из воспоминаний старого казанского студента» — Казань: Типография В. М. Ключникова, 1893.
- «Поездка на реку Чусовую» — Пермь: Типография Губернской земской управы, 1887.
- «Из моих воспоминаний» — Казань: Университетская типография, 1897.
- «Уральская горнозаводская железная дорога и Верхотурский край: путевые впечатления» — Пермь: Типография Губернской земской управы, 1887.